# حماد بن أبي سليمان
أبو إسماعيل حماد بن أبي سليمان مولى الاشعريين(القرن7 / 120ه = 737 ) هو احد فقهاء التابعين،وكان أحد العلماء الأذكياء، والكرام الأسخياء، له ثروة وحشمة وتجمل.

## مشايخ حماد بن ابي سليمان[1][2]
تفقه على يد ابراهيم النخعي ورواة الحديث عن انس بن مالك، أبي وائل، وزيد بن وهب، وسعيد بن المسيب، وعامر الشعبي.

## تلاميذ حماد بن ابي سليمان
الإمام أبو حنيفة، وابنه؛ إسماعيل بن حماد، والحكم بن عتيبة - وهو أكبر منه - والأعمش، وزيد بن أبي أنيسة، ومغيرة، وهشام الدستوائي، ومحمد بن أبان الجعفي، وحمزة الزيات، ومسعر بن كدام، وسفيان الثوري، وشعبة بن الحجاج، وحماد بن سلمة، وأبو بكر النهشلي.

## وفاته
توفي حماد عام 120هـ /737م، تقريباً.